# Балаескул Остап Федорович
Балаескул Остап Федорович (*20 вересня 1894, Митрофанівка — †після 25 вересня 1927) — військовий, помічник начальника 1-го відділу Персональної управи військового міністерства Армії УНР (січень 1922 – 1 червня 1923); сотник Армії УНР.
Відповідно до українського законодавства є борцем за незалежність України у XX столітті.

## Біографія
Закінчив 1-шу Одеську школу прапорщиків (25 травня 1916). Нагороджений російським орденом Св. Станіслава 3-го ступеня.
25 вересня 1927 року подав заяву до Української Господарської академії в Подєбрадах. У життєписі зазначив:
|  | Родився я року 1894 дня 20 вересня ст. ст. в с. Митрофанівці Олександрійського повіту на Херсонщині від батьків — Федора Андрійовича та Явдохи Карпівни Балаескулових. Свої дитячі та юнацькі роки жив та виховувався там же в оточенні своєї рідні. Там же в роках 1902 та 1906 виходив 1-шокласову земську школу та в м. Оджамці в роках 1906 та 1908 — 2-хкласову міністерства народної освіти. Від року 1910 аж по рік 1915 служив рахівником Митрофанівського ощадного товариства. 1. Від 28 лютого 1915 року аж по 1 листопада 1917 — вояком російської армії, а то: а) від 28 лютого по 4 грудня 1915 року — козаком 45-го запасного пішого полку в м. Миколаєві, де 23 вересня того ж року по належному іспитові при Олександрійській чоловічій гімназії дістав звання вільноопреділяющогося 2-го розряду. 2. Від 4 грудня 1915 року по 25 травня 1916 року — юнаком 1-ї Одеської школи прапорщиків; в) від 25 травня по 15 липня 1916 року — прапорщиком — молодшим старшиною 45-го запасного пішого полку в м. Миколаєві; с) від 15 липня 1916 року по 1 листопада 1917 року — молодшим старшиною 47 пішого полку 12-ї пішої російської дивізії російської дієвої армії, де за вислугу років та бойові відзначення підвищений до ранги підпоручника та поручника й представлений до ранги штабс-капітана та нагороджений орденом Св. Станіслава 3-ї ступені. 3. Від 1 листопада 1917 року по 1 червня 1923 року в Армії УНР, а то: д) від 1 листопада 1917 року по 1 січня 1918 р. - в тім же 47-м пішому Українському полку, розпорядженням Центральної Ради українізованим; е) від 1 січня 1918 р. по 1 квітня того ж року - в запасі Армії УНР. Жив у Олександрії, де по належному іспитові при державній чоловічій гімназії в день 23 березня дістав звання вчителя народніх шкіл; ї) від 1 квітня по 20 травня 1918 р. за часів УНР — старшиною для доручень при Комендатурі м. Олександрії на Херсонщині; к) від 20 травня по 13 грудня 1918 року — за часів ГУД (Гетьманської Української Держави) — молодшим старшиною 9-го пішого Винницького полку в м. Винниця — Поділля; л) з 13 грудня 1918 р. по 1 червня 1923 р. - за часів Діректорії — в Дієвій Армії УНР; м) з 13 грудня 1918 р. по 6 грудня 1919 р. при штабі 2-го Подільського корпусу; н) від 6 грудня 1919 р. по 15 липня 1920 р. — в таборі Ланцут; н) від 15 липня 1920 р. по січень 1922 р. при штабі 3-ї Залізної дивізії як на фронті, так і інтернування в таборі Каліш; о) від січня 1922 р. по 1 червня 1923 р. — помішником начальника 1-го відділу Персональної управи військового міністерства Армії УНР. За службу в Армії УНР підвищений до рангу сотника та нагороджений Залізним Хрестом 3-ї Залізної стріл. дивізії. 4. Від 1 червня 1923 року в ЧСР, де від 15 вересня 1923 р. по 11 липня 1927 студіював курс чеської державної вищої овочево-винарської та огородницької школи в Мельнику. |

Зарахований студентом інженерного підвідділу хімічно-технологічного відділу УГА, але змушений був працювати, щоб утримувати себе і родину в Україні, яка перебувала в скрутному становищі.